# 효의황후 (발해)
효의황후(孝懿皇后, 생몰년 미상)는 발해 문왕의 황후이다. 중국 지린성 허룽시 룽하이촌에 있는 룽터우산 고분군에서 묘지명이 발굴되었다.

## 생애
발해의 제3대 국왕인 문왕의 아내로, 묘지석이 발굴되어 그 존재가 처음으로 세상에 알려지게 되었다. 문왕의 딸인 정혜공주와 정효공주의 어머니인지는 알 수 없다.
일본의 역사서인 《속일본기》에는 776년 문왕의 왕비가 사망했다고 기록되어 있다. 하지만 기록 속의 왕비가 효의황후인지 또 다른 인물인지는 알 수 없다.
 
12월 을사, 발해국이 헌가대부(獻可大夫) 사빈소령(司賓少令) 개국남(開國男) 사도몽(史都蒙) 등 187인을 보내어
우리 천황의 즉위를 치하하고 아울러 그 나라 왕비의 죽음을 알렸다.
우리 해안에 막 도착하려는데 갑자기 사나운 바람을 만나 키가 부러지고 돛이 떨어져 표류하다 죽은 자가 많았다.
살아남은 자는 겨우 46명뿐이었다. 곧 에치젠국(越前國) 가가군(加賀郡)에 안치하고 물건을 공급하였다.

 — 《속일본기》 권 34, 고닌 천황(光仁天皇)
호키(寶龜) 7년(776년) 12월 22일 (을사)

## 무덤 발굴
2004년~2005년 사이 지린성 허룽시 룽터우산 고분군에서 발해 시대의 무덤 14기가 발굴되었다. 중국 정부는 룽터우산 고분군에서 발굴된 14기 중 M12와 M3으로 명명한 두 기의 무덤이 각각 효의황후와 간왕의 황후인 순목황후의 능이라고 밝혔다. 무덤은 대형 돌방무덤의 형태이다. 이 근방에서는 1949년 9월 정혜공주묘가 발굴되었고 1980년 10월에는 정효공주묘가 발굴되었다. 정혜공주와 정효공주는 각각 문왕의 둘째 딸과 넷째 딸이며, 이들이 효의황후의 자녀인지는 알 수 없다.
중국 정부는 현재까지 묘지석을 비롯하여 관련 유물이나 비문의 내용을 공개하지 않고 있다. 중국 사회과학원 고고연구소는 2009년 학술지 〈고고(考古)〉에서 순목황후가 건흥 12년(830년)에 사망했고, 성이 태씨(泰氏)라고 밝힌 것과 달리, 효의황후에 관해서는 문왕의 황후이며 시호가 '효의(孝懿)'라는 것 외에는 어떠한 정보도 공개하지 않고 있다.

## 같이 보기
- 발해
- 정혜공주묘
- 정효공주묘
- 문왕
- 순목황후